# Гексацианоферрат(II) марганца

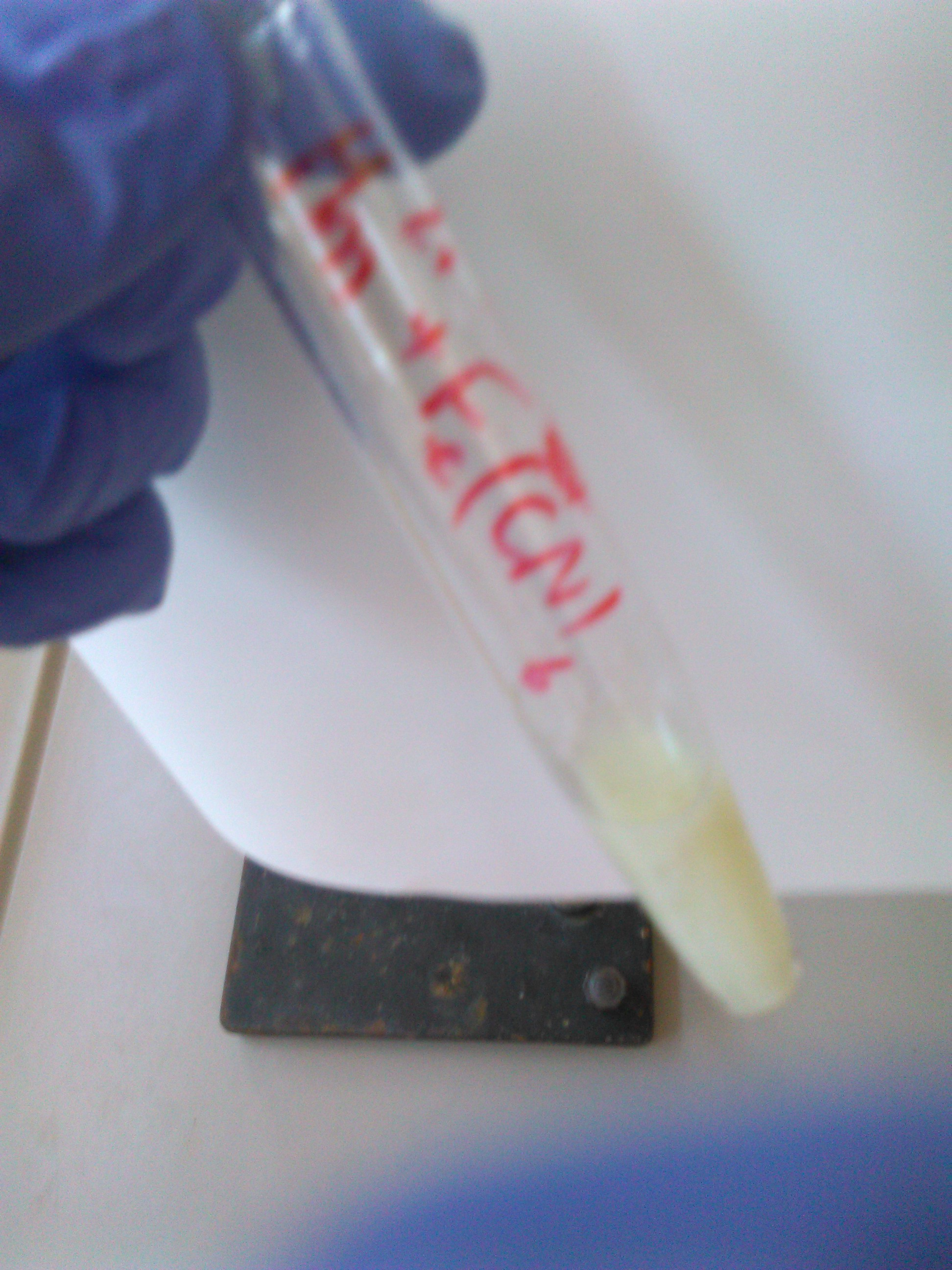
Гексацианоферрат(II) марганца

Гексацианоферрат(II) марганца — неорганическое соединение,
соль марганца и железистосинеродистой кислоты 
с формулой Mn2[Fe(CN)6],
не растворяется в воде,
образует кристаллогидрат — светло-зелёные кристаллы.

## Получение
- Реакция железистосинеродистой кислоты и хлорида марганца(II):

{\displaystyle {\mathsf {2MnCl_{2}+H_{4}[Fe(CN)_{6}]\ {\xrightarrow {}}\ Mn_{2}[Fe(CN)_{6}]\downarrow +4HCl}}}

## Физические свойства
Гексацианоферрат(II) марганца образует
кристаллогидрат состава Mn2[Fe(CN)6]•7H2O — светло-зелёные или светло-розовые кристаллы,
которые при хранении на воздухе из-за окисления приобретают светло-кофейный цвет.
Не растворяется в воде.